# TV4-nyheterna Uppsala
TV4-nyheterna Uppsala var en nyhetsredaktion som tillhör TV4-gruppen och som sände lokalnyheter över Uppsala län. Kanalen hade sju anställda i Uppsala och sände med programledare från Stockholm. De sände sex gånger varje vardagsdygn: 06:33, 07:33, 08:33, 09:33, 19:00 och måndag-torsdag 22.30.